# Paul Upchurch
Paul Upchurch (* 18. Oktober 1967) ist ein britischer Wirbeltier-Paläontologe, der sich mit Dinosauriern befasst. Er ist Reader in Paläontologie am University College London.

## Leben
Upchurch erwarb 1986 seinen Bachelor-Abschluss an der Universität Cambridge und wurde 1993 in Cambridge promoviert (The anatomy, phylogeny and systematics of Sauropod Dinosaurs). Seit 2003 ist er am University College London.
Er befasst sich mit Systematik, Evolution, Verhalten und Biogeographie von Dinosauriern, speziell Sauropoden.
Er ist Erstbeschreiber von Isisaurus, Lithostrotia, Shanxia.
2024 erhielt Upchurch die Linné-Medaille der Linnean Society of London.

## Schriften
- The evolutionary history of sauropod dinosaurs. In: Philosophical Transactions of the Royal Society B: Biological Sciences. 349, 1995, S. 365–390.
- Sauropodomorpha, Prosauropoda. In: Philip J. Currie, Kevin Padian: Encyclopedia of Dinosaurs. Academic Press 1997.
- mit M. Wilkinson, Paul M. Barrett, D. Gower, M. J. Benton: Robust dinosaur phylogeny? In: Nature. 396, 1998, S. 423–424.
- The phylogenetic relationships of sauropod dinosaurs. In: Zoological Journal of the Linnean Society. 124, 1998, S. 43–103.
- mit Jeffrey A. Wilson: A Revision of Titanosaurus Lydekker (Dinosauria - Sauropoda), the first dinosaur genus with a 'gondwanan' distribution. In: Journal of Systematic Palaeontology. 1, 2003, S. 125–160.
- mit Peter Galton: Prosauropoda. mit Paul M. Barrett, Peter Dodson: Sauropoda. mit Peter Galton: Stegosauria. In Weishampel, Osmolska, Dodson: The Dinosauria. 2. Auflage. University of California Press, 2004.
- mit Paul Barrett: Phylogenetic and Taxic Perspectives on Sauropod Diversity. In Rogers, Wilson (Hrsg.): The Sauropods: Evolution and Paleobiology. University of California Press, 2005, S. 104–124.
- mit Alistair J. McGowan, Claire S. C. Slater (Hrsg.): Palaeogeography and palaeobiogeography : biodiversity in space and time. CRC Press, Boca Raton 2011.